# مارکو والتولینا
مارکو والتولینا (انگلیسی: Marco Valtulina؛ زادهٔ ۳ مارس ۱۹۸۸) بازیکن فوتبال اهل ایتالیا است.
از باشگاه‌هایی که در آن بازی کرده‌است می‌توان به باشگاه فوتبال یووه استابیا و باشگاه فوتبال اسپال اشاره کرد.
وی همچنین در تیم ملی فوتبال Italy U-20 Lega Pro بازی کرده‌است.